# Ischyropalpus obscurus
Ischyropalpus obscurus är en skalbaggsart som först beskrevs av Laferté-sénectère 1849.  Ischyropalpus obscurus ingår i släktet Ischyropalpus och familjen kvickbaggar. Inga underarter finns listade i Catalogue of Life.